# Sven Peter Bexell
Sven Peter Bexell, född 26 september 1775 i Villstads församling, Jönköpings län, död 5 maj 1864 i Grimetons församling, Hallands län, var en svensk officer, präst, riksdagsman och författare.

## Uppväxt och familj
Bexell föddes som son till häradsprosten Daniel Bexell (1731–1798) och dennes hustru Magdalena, född Strömwall (1749–1824). Han gifte sig 1805 med Sara Lovisa von Wolffradt (1782–1870) från Torstorps säteri i Grimeton i Halland. De fick tillsammans dottern Hedvig (1806–1879) och sönerna Carl (1811–1889) och Rolf (1817–1896).

## Karriär
Bexell blev volontär vid Kungl. Jönköpings regemente 1793 och furir där samma år. Han skrevs in vid universitetet i Lund 1794. 11 maj 1795 blev han livdrabant hos kung Gustav IV Adolf och deltog därefter på dennes resor i Sverige, Danmark, Finland och Tyskland 1796–1798. Bexell utnämndes till löjtnant i armén 1799.
Han övergav den militära banan år 1800 och prästvigdes i Växjö 10 mars 1801, blev hovpredikant 27 oktober samma år och fram till 1805. Han utnämndes till pastor i Växjö 1808, och till kyrkoherde i Grimeton och Rolfstorp 11 september 1812 samt blev hedersprost 1813. Han blev kontraktsprost 1819, erhöll professors namn 13 juni 1822 och deltog som riksdagsman vid riksdagarna 1823, 1828, 1834, 1840 och 1844. Bexell var suppleant vid statsrevisionen 1827.
Bexell var en betydande kulturhistorisk författare och Hallandshistoriker. Han gav 1816 ett bidrag till diskussionen om vattenmängden i havet. En inhuggning på den så kallade Glomstenen i Morups Tånge i Falkenbergs kommun visar detta.
Åren 1817–1819 gav han ut "Hallands historia och beskrifning" och tillsammans med brodern Justus Gabriel Bexell Göteborgs stifts Historia och herdaminne (1835). Viktig för svensk författningshistoria är hans omfattande verk Bidrag till svenska kyrkans och riksdagarnes historia ur Presteståndets archiv (1835) som omfattar perioden 1650–1751, och Riksdagshistoriska anteckningar eller Bidrag till svenska kyrkans och riksdagarnes historia ur Prästeståndets archiv (1839) för perioden 1755–1778.
Bexell är begravd på Grimetons kyrkogård.
Han tillhörde en ännu fortlevande prästsläkt från Bäckseda i Småland. Bror till honom var nykterhetsrörelsens banbrytare Carl Emanuel Bexell (1786–1873) samt komminister Daniel Bexell (1772–1851) och en sonson till denne biskop David Bexell (1861–1938). En brorson var den halländske politikern och fornsakssamlaren Alfred Bexell (1831–1900).

## Ledamotskap
- Götiska förbundet (1816)
- Kungliga Vetenskaps- och Vitterhetssamhället i Göteborg (1817)
- Kungliga Vitterhets Historie och Antikvitets Akademien
- Samfundet Pro Fide et Christianismo
- Korresponderande ledamot av Kungliga Lantbruksakademien (1818)
- Kungl. Vasaorden (1818)